# Keaton Nankivil
Keaton Nankivil (* 18. Januar 1989 in Madison, Wisconsin) ist ein US-amerikanischer Basketballspieler. Nach dem Studium in seinem Heimatland wurde Nankivil 2011 Profi und spielte von 2011 bis 2014 in der deutschen Basketball-Bundesliga für den Erstligisten Ratiopharm Ulm, mit dem er 2012 deutscher Vizemeister wurde und zweimal in einem Finale des deutschen Ligapokals stand.

## Karriere
Während seiner Schulzeit in Madison wurde Nankivil in seinem Senior-Jahr 2007 zum Co-„Mr. Basketball“ des US-Bundesstaates Wisconsin ernannt. Anschließend begann er am gleichen Ort ein Studium an der University of Wisconsin–Madison, wo er für die Hochschulmannschaft Badgers in der Big Ten Conference der NCAA Division I spielte. Zu seinen Mannschaftskameraden zählten unter anderem auch Jon Leuer und Trévon Hughes, die später auch als Profi in der deutschen Basketball-Bundesliga spielen sollten. 2008 gewann man das Big Ten-Meisterschaftsturnier und erreichte in der landesweite NCAA-Endrunde das Achtelfinale der Sweet Sixteen, in dem man den Wildcats des Davidson Colleges unterlag. Anschließend verlor man dreimal hintereinander in der ersten Runde des Big Ten-Meisterschaftsturniers. Nach zwei Zweitrunden-Niederlagen in der NCAA-Endrunde erreichten die Badgers mit Nankivil 2011 noch einmal das Achtelfinale, in dem man vom Vorjahres-Vize Butler besiegt wurde. Topscorer der Butler Bulldogs in Nankivils letztem NCAA-Spiel war sein späterer Mannschaftskamerad Matt Howard. Nankivil wurde in der anschließenden NBA-Draft 2011 der am höchsten dotierten Profiliga National Basketball Association (NBA) nicht ausgewählt.
Stattdessen begann Nankivil 2011 eine Karriere als Profi in Europa, wo er beim deutschen Erstligisten ratiopharm Ulm einen Vertrag unterschrieb. In der Basketball-Bundesliga 2011/12 spielten die Ulmer unter ihrem neuen Trainer Thorsten Leibenath erstmals in der neuen ratiopharm Arena und erreichten nicht nur den ersten Einzug in die Meisterschafts-Play-offs seit drei Jahren, sondern konnten die beste Hauptrundenplatzierung ihrer Geschichte auf dem zweiten Platz auch zum erstmaligen Einzug in die Finalserie seit 1998 nutzen. Dort gelang jedoch kein Sieg gegen den Titelverteidiger Brose Baskets, gegen den man auch das Halbfinale im Beko BBL-Pokal 2012 verloren hatte. In der Spielzeit 2012/13 nahmen die Ulmer erstmals an einem Europapokalwettbewerb der ULEB teil und erreichten im Eurocup 2012/13 das Viertelfinale, das gegen den späteren Finalisten Bilbao Basket verloren ging. Im Beko BBL-Pokal 2013 verlor man das Finale gegen Gastgeber ALBA Berlin und in den Meisterschafts-Play-offs der Basketball-Bundesliga 2012/13 ging die Halbfinalserie gegen den Hauptrundenzweiten EWE Baskets Oldenburg knapp in fünf Spielen verloren. Anschließend verließ unter anderem der zweimalige Bundesliga-MVP John Bryant, der auch als bester Center in das „All-Eurocup First Team“ berufen worden war und mit Nankivil offenbar in Ulm ein Faible für längere Haare entwickelt hatte, die Mannschaft und wechselte zum nationalen Konkurrenten Bayern München. Trotzdem reichte es erneut zum Einzug in das Achtelfinale des Eurocup 2013/14, in dem man Hapoel Jerusalem unterlag. Im Beko BBL-Pokal 2014 in eigener Halle besiegten die Ulmer im Halbfinale den Bundesliga-Hauptrundenersten Bayern München, doch unterlagen in einer Neuauflage des Vorjahresfinales Titelverteidiger ALBA Berlin, der den Hauptrundensechsten Ulm auch in der ersten Play-off-Runde der Basketball-Bundesliga 2013/14 aus dem Meisterschaftsrennen warf.
Nach Ablauf seines Vertrags wechselte Nankivil zur Saison 2014/15 nach Spanien zu Obradoiro CAB.